# 黒田湖山
黒田 湖山（くろだ こざん、1878年（明治11年）5月25日 - 1926年（大正15年）2月18日）は、日本の小説家、記者。本名は直道。滋賀県甲賀郡水口町（現：甲賀市）生まれ。

## 経歴
1878年（明治11年）6月2日、滋賀県甲賀郡水口町に生まれる。上京した後、東京専門学校（現：早稲田大学）にて学び、同郷出身で近江国水口藩の藩医の出であった巖谷小波に師事。
小波と共に1885年（明治18年）に発足した文学同人結社の硯友社で活動し、日本初の純文芸雑誌である『我楽多文庫』に参加、執筆する。
1895年（明治28年）創刊で小波が編集していた、博文館発行の児童文学誌『少年世界』やそれに続くシリーズに参加、多くの児童文学作品を発表する。
中外商業新報（現：日本経済新聞）で記者や社会部部長などを務める傍ら、1899年(明治32年）『少年世界』にイギリスの作家ラドヤード・キップリングが著した『ジャングル・ブック』を邦題『狼少年』として、土肥春曙と共に日本で初めて翻訳、紹介した。
1902年（明治35年)には文芸誌『饒舌』を主宰、巌谷小波が主宰し冒険小説家の押川春浪などが在籍していた文学同人サロン『木曜会』に参加する。また、この木曜会の会員だった永井荷風が主幹する『三田文学』初期の活動へも参加していた。
1926年（大正15年）、2月中旬から腎臓疾患のため豊多摩郡代々幡町の自宅で療養中のところ、同月18日夜に脳溢血を発症し死去。享年49。

## エピソード
雑誌『中学世界』（1908年11月20日第11巻第15号、増刊号）の記事で、最初はペンネームを『畔骨』と名乗ろうとしたものの、巌谷小波に分かり難いと指摘された事から、自身が琵琶湖に近い近江の出身であることから『湖山人』とした、とある。
永井荷風は、湖山の没後に彼のエピソードを日記『断腸亭日乗』に書き記している（1926年（大正15年）2月20日付）。
- 1901-1902年（明治34-35年）ころ、湖山は荷風や押川春浪などと吉原・洲崎などの遊廓に出掛けていたが、徹夜で執筆するには遊郭へ行くのが一番であると、必ず原稿用紙と万年筆を持参していた（当時は、万年筆で原稿を書く小説家はまだ珍しかったようで、荷風は「湖山子はこの点に於ける先進者なり」と記している）。
- 日常生活において必ずスケジュール表を作成し、これに従って行動していた（遊廓に出掛けるのも、一か月に何回とスケジュール設定をしていた）。常に時計を持参し、散歩や入浴をはじめ、木曜会会員による句会での帰宅時間などに至るまで時間を確認しながら行動していたが、死の一週間前に開かれた句会（2月11日、荷風は欠席していた）では時計を見ることなく午後11時頃まで俳句を作っていた。いつになく時間を気にせず遅くまで句会に参加していたのは「不可思議なる告別なりし」という参加者の話に対し、荷風は「是或は然らむ」と肯定している。

## 作品
- 菅笠日記：新小説／1899年
- 大学攻撃：美育社／1902年
- 金馬銀馬：博文館／1908年
- にこにこ太郎：博文館／1909年
- 少年膝栗毛：博文館／1913年